# Broadwater-Nationalpark
Der Broadwater-Nationalpark (englisch Broadwater National Park) liegt im australischen Bundesstaat New South Wales, etwa 750 km nördlich von Sydney und 240 km südlich von Brisbane, zwischen dem Richmond River und dem Meer. Er umfasst etwa 4.225 Hektar und wurde 1974 unter Schutz gestellt.

## Allgemeines
Jahrhundertelang nutzten die Angehörigen des Aboriginestammes der Bundjalung das Gebiet für ihr halbnomadisches Leben als Jäger und Sammler. Bis heute leben sie in der Umgebung des Nationalparks, der unverändert eine tiefe kulturelle und religiöse Beziehung für sie hat.

## Natur
Im Nationalpark kommt eine große Vielfalt unterschiedlicher Tier- und Pflanzenarten vor. Auch die Vegetationstypen wie Küstenheiden, Feuchtgebiete und Eukalyptuswälder sind sehr vielfältig. Im Frühling verwandeln die vielen Wildblumen das Gebiet in ein Blütenmeer. Hier fallen besonders Arten wie Blandfordia, Schmetterlingsblütler (golden bush peas), Hakenlilien und Orchideen (Arten der Gattung Thelymitra) auf.
In den Heideflächen und an der Küste lassen sich zahlreiche Vögel beobachten, vor allem im Frühjahr und im Herbst. Am Strand sind dies u. a. Arten wie Keilschwanzsturmtaucher, Australischer Austernfischer, Möwen und Seeschwalben. Auch See- und Fischadler werden regelmäßig gesehen. Die Sümpfe sind Lebensraum für zahlreiche Watvögel wie Ibisse, Reiher und Brolgakraniche. Gelegentlich werden auch Riesenstörche gesehen.
An Säugetieren gehören z. B. Sumpfwallaby, Rotnackenwallaby, Ameisenigel, Nasenbeutler, Flughunde und Ringbeutler zu den Bewohnern des Gebietes, die von Besuchern des Parkes beobachtet werden können.

## Tourismus
Im Park gibt es verschiedene Wanderwege, die einzelne Teile des Parkes erschließen. Stellenweise kann das Gebiet mit dem Fahrrad befahren werden. Wenn Strecken mit dem Kraftfahrzeug befahren werden dürfen, ist dafür häufig Allrad-Antrieb erforderlich.
Ein Rastplatz ist vorhanden, allerdings nur mit einfachen sanitären Einrichtungen.